# Rhopalovalva
Rhopalovalva is een geslacht van vlinders van de familie bladrollers (Tortricidae), uit de onderfamilie Olethreutinae.

## Soorten
- R. amabilis Oku, 1974
- R. cordelia (Meyrick, 1935)
- R. exartemana (Kennel, 1901)
- R. grapholitana (Caradja, 1916)
- R. lascivana (Christoph, 1881)
- R. pulchra (Butler, 1879)